# Піренейський козел

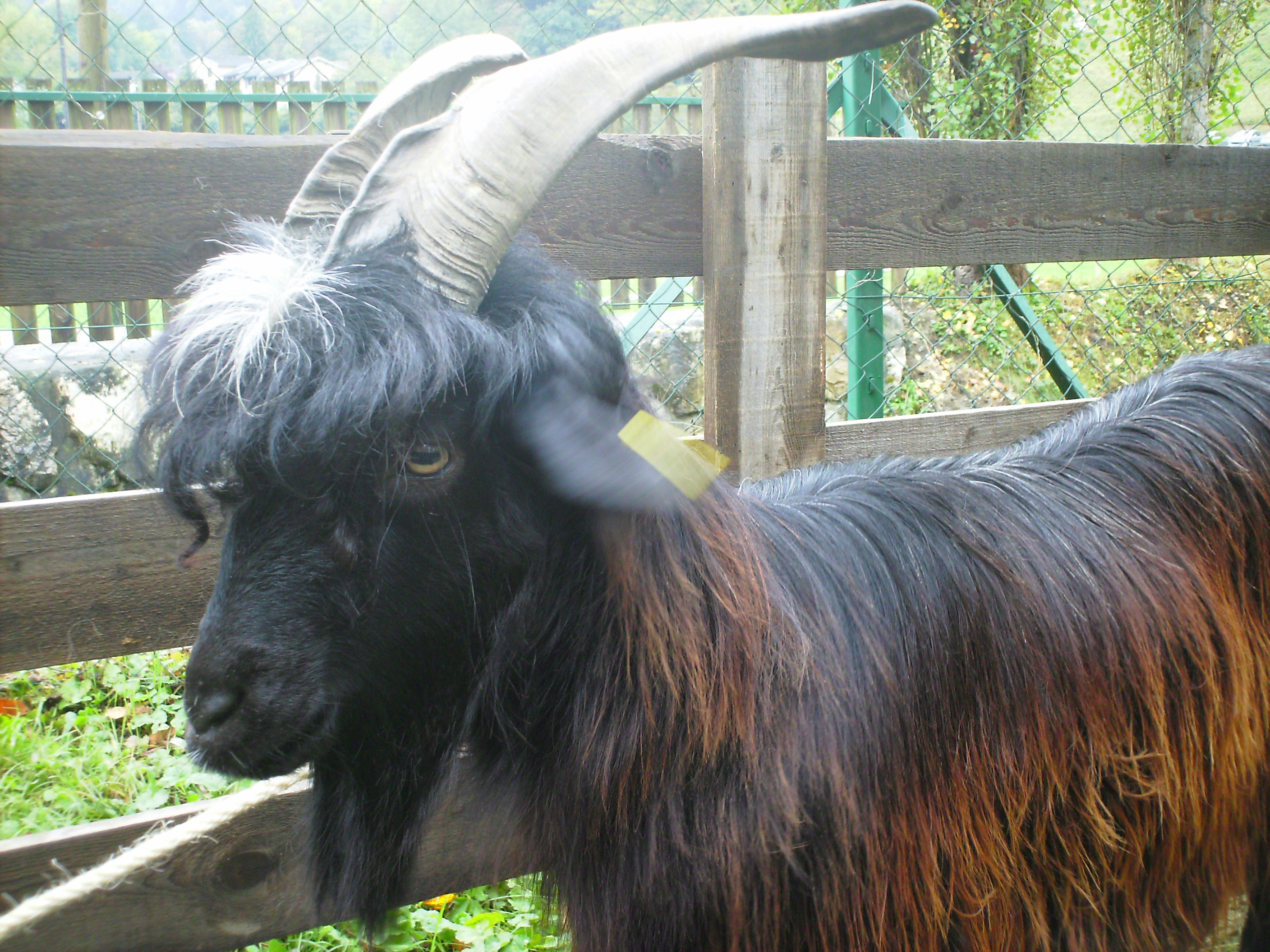
Піренейський козел

Піренейський козел  — порода кіз, яка зустрічається у Франції на Піренеях та у Кантабрійських горах Іспанії. Використовується для виробництва молока та м'яса.